# Kaiserstuhl

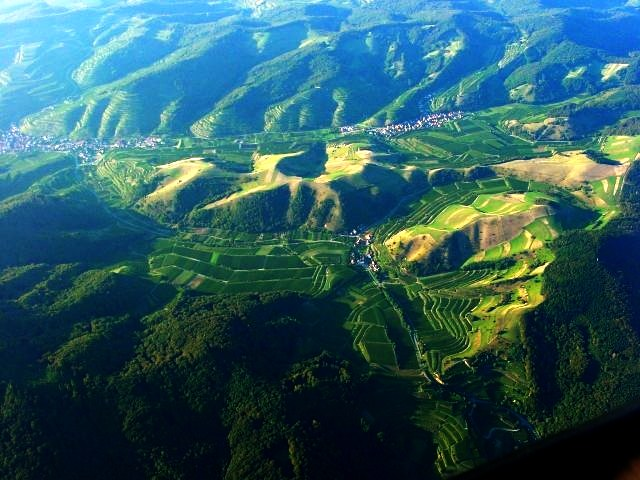
Imagen aérea de Vogtsburg.

El Kaiserstuhl (literalmente, "silla del emperador") es una pequeña cordillera de origen volcánico situada en el valle del Rin, al noroeste de Friburgo de Brisgovia (Baden-Wurtemberg), en el suroeste de Alemania. Su cima más alta es el monte Totenkopf ("calavera"), de 557 metros. El Kaiserstuhl es una de las regiones más cálidas de Alemania. El pueblo de Ihringen es de hecho la localidad con la temperatura media anual más alta de toda Alemania. Este clima benigno, unido a la calidad del suelo, hace del Kaiserstuhl una reputada región vinícola, incluida en la denominación de origen de Baden. En la zona también se dan algunas especies animales y vegetales inusuales. Por ejemplo, se han registrado más de 30 especies de orquídeas diferentes en el Kaiserstuhl.
Es la localidad de origen de los primeros colonos de la Colonia Tovar, Venezuela.
Algunas localidades del Kaiserstuhl son:
- Riegel
- Ihringen
- Endingen
- Gottenheim
- Vogtsburg